# Церпіґуж (Пшасниський повіт)
Церпіґуж (пол. Cierpigórz) — село в Польщі, у гміні Пшасниш Пшасниського повіту Мазовецького воєводства.
Населення — 52 особи (2011).
У 1975—1998 роках село належало до Остроленцького воєводства.

## Демографія
Демографічна структура станом на 31 березня 2011 року:
|          | Загалом | Допрацездатний вік | Працездатний вік | Постпрацездатний вік |
| -------- | ------- | ------------------ | ---------------- | -------------------- |
| Чоловіки | 29      | 9                  | 18               | 2                    |
| Жінки    | 23      | 5                  | 14               | 4                    |
| Разом    | 52      | 14                 | 32               | 6                    |